# Chiesa di Floro e Lauro
La chiesa di Floro e Lauro (per esteso Chiesa di Floro e Lauro presso la Porta Myasnitsky), conosciuta anche come “in Myasniki”, era una chiesa ortodossa di Mosca, situata presso la Porta Myasnitsky e costruita nel 1651-1657 con i fondi dei parrocchiani di Myasnitskaya Sloboda. Venne demolita nel 1934.

## Storia

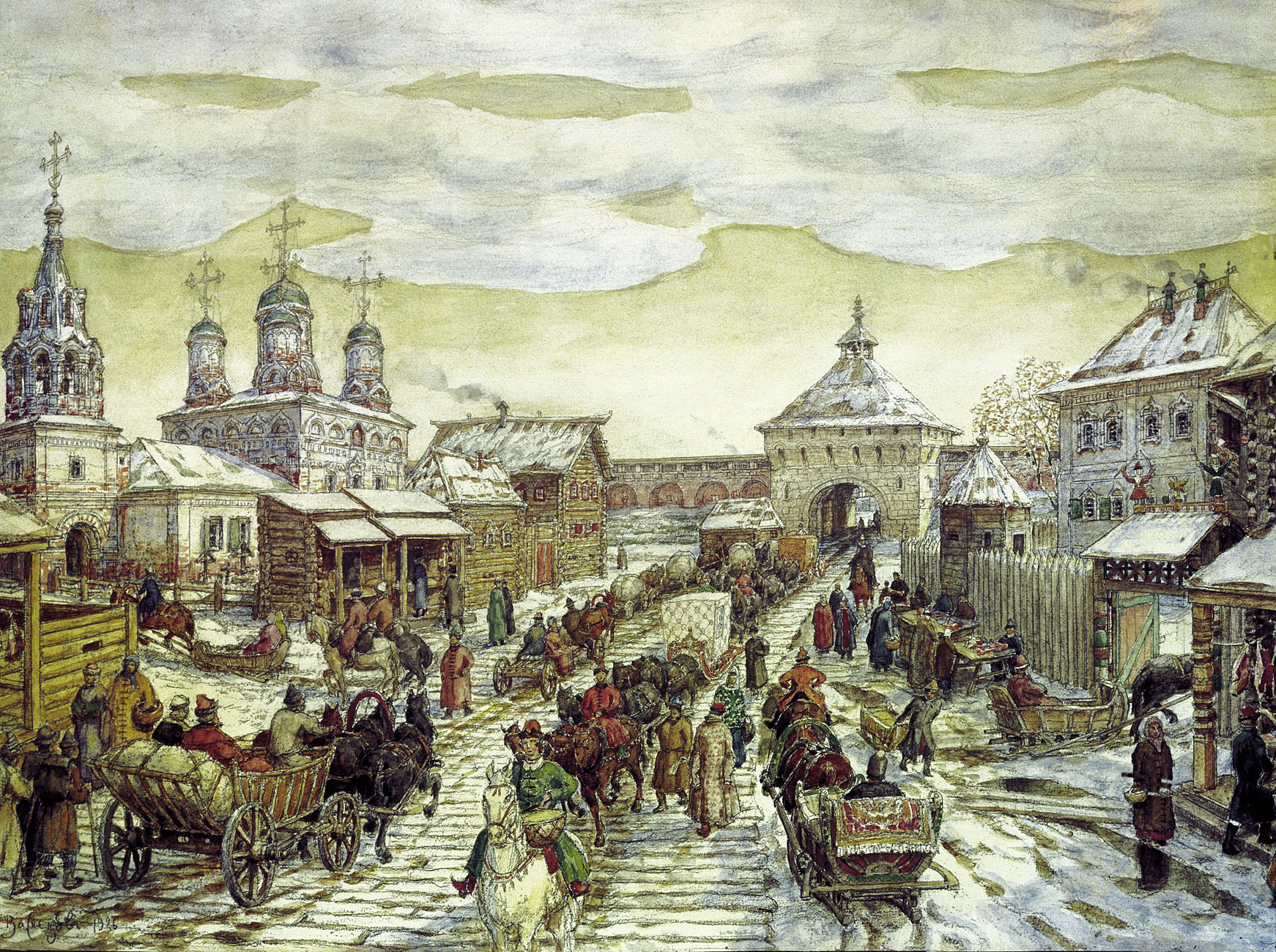
La chiesa nel dipinto di Apollinary Vasnetsov "Alla porta Myasnitsky della Città Bianca nel XVII secolo".

La chiesa fu costruita nel 1657. Nel 1658, con decreto reale, le vicine Porte Myasnitsky della Città Bianca furono chiamate Frolovsky in onore della chiesa, ma questo nome non prese piede tra la gente e fu utilizzato solo nei documenti ufficiali.
In Russia si credeva che i santi Floro e Lauro fossero i patroni dei cavalli, così, chiunque avesse avuto a che fare con i cavalli cercava di benedire e cospargere i propri cavalli con acqua santa in questo giorno. Il 18 agosto, giorno dei santi Floro e Lauro, tutti i vetturini, i cocchieri e gli stallieri di Mosca si riversavano in questa chiesa.
Nel XVII secolo la chiesa era il tempio del villaggio di Myasnitskaya Sloboda.
Nei primi anni '30 la chiesa venne utilizzata per le esigenze dell'azienda di costruzione ferrovie Mosmetrostroy. A quel tempo il sito era adibito a miniere. Venne demolita insieme agli edifici adiacenti nel 1934 dopo il completamento della costruzione del vestibolo della stazione della metropolitana Kirovskaya. “Ricordo la piccola chiesa di Floro e Lauro, il suo campanile a tenda, come premuto contro le colonne in stile impero dell'ala semicircolare del Vchutemas. "Questa piccola chiesa è improvvisamente scomparsa davanti ai miei occhi, trasformandosi in una baracca di legno dell'impianto di cemento Metrostroy, eternamente ricoperta da uno strato di polvere di cemento verdastra", come ricordato da Valentin Petrovic Kataev nel suo libro "La mia corona di diamanti".
Successivamente, sul sito della chiesa, venne costruito un parcheggio. Poi il cantiere tecnico della stazione della metropolitana Sretensky Bulvar. Oggi questo luogo è occupato da una piazza antistante l'ingresso del teatro Et Cetera.
Nel 2006 è stato avviato un progetto di restauro della chiesa, sostenuto dall'ufficio del sindaco di Mosca e dal Patriarcato di Mosca, che però non è stato realizzato.
La chiesa aveva anche una cappella dedicata ai Santi Apostoli Pietro e Paolo.

## Letteratura
- Ivan Kuzmich Kondratyev "La canuta antichità di Mosca" — 2ª edizione — Editore: Cittadella, 1999. — 704 pagine — 10.000 copie.  — ISBN 5-7657-0080-2

## Fonti
1. 1 2  Kondratiev, 1999, p. 581.
2. ↑  Kondratiev, 1999, p. 299.
3. ↑  В Бобровом переулке будет воссоздана церковь Флора и Лавра.